# Китаев, Вячеслав Александрович
Вячеслав Александрович Китаев — советский хозяйственный, государственный и политический деятель, Герой Социалистического Труда.

## Биография
Родился в 1932 году в Горьком. Член КПСС.
С 1947 года — на хозяйственной, общественной и политической работе. В 1947—1993 гг. — слесарь на заводе имени М. А. Воробьёва в Горьком, военнослужащий Советской Армии, токарь-расточник в механическом цехе на Горьковском заводе аппаратуры связи имени А. С. Попова Министерства радиопромышленности/промышленности средств связи СССР.
Указом Президиума Верховного Совета СССР от 26 апреля 1971 года за выдающиеся заслуги в выполнении заданий пятилетнего плана 1966—1970 годов и организацию производства новой техники присвоено звание Героя Социалистического Труда с вручением ордена Ленина и золотой медали «Серп и Молот».
Делегат XXV съезда КПСС.
Умер в Нижнем Новгороде в 2001 году.